# Ciprian Tătărușanu
Ciprian Anton Tătărușanu (Bucarest, 9 de febrero de 1986) es un exfutbolista rumano que jugaba como portero.

## Biografía

### Inicios en Rumania
Tătărușanu comenzó su carrera en el CS Juventus București, en la segunda división del fútbol rumano. El 26 de mayo de 2008 firmó un contrato de 5 años con el Steaua București, con una transferencia de 1,5 millones de euros. El paso del Gloria Bistrița fue completado después de la Liga I 2008-09 ya que el Steaua de Bucarest ya tenía un arquero, Robinson Zapata.
El 16 de julio de 2009 hizo su debut europeo en la victoria de su equipo por 2 a 0 en la Liga Europa de la UEFA contra el Újpest Budapest FC. El 2 de agosto de 2009 jugó su primer partido de la Liga I con el Steaua de Bucarest ante el FC Ceahlăul Piatra Neamț, en un partido en el que su equipo ganó de visitante por 2-0.
El 19 de agosto de 2010 atajó dos penales contra el Grasshopper Club Zürich en la tanda de penales de la eliminatoria de la Liga Europa de la UEFA 2010-11 para ayudar a su equipo a través de la siguiente etapa. En junio de 2011, el S. S. C. Napoli ofreció tres millones de euros por el arquero, pero la oferta fue rechazada.

### Su paso por Italia
Se negó a renovar su contrato con el equipo rumano y dejó el club en 2014. El 9 de junio de ese mismo año firmó un contrato de 5 años con el ACF Fiorentina. Ciprian hizo su debut en la Fiorentina en una victoria por 8 a 2 en un partido no oficial ante el Trentino, y marcó el ochavo gol de su equipo. Debutó oficialmente en un partido en la fase de grupos de la Liga Europa de la UEFA 2014-15 ante el EA Guingamp, donde ganaron por 3 a 0. Jugó 7 partidos por UEFA Europa League, incluyendo un 1 a 1 en los dieciséisavos de final ante el Tottenham Hotspur. El 6 de enero de 2015, hizo su debut en Serie A en la derrota por 1 a 0 ante el Parma.
Él tomó el lugar de primera elección para arquero del equipo italiano, jugando 8 partidos hasta que en un empate contra el Torino hizo su última aparición en la temporada. Tras la salida de Neto en la Juventus de Turín, Ciprian se convirtió en la primera opción de arquero. Su buen juego en Fiorentina le valió en 2015 el premio del Futbolista del año en Rumania.

### Su paso por Francia
El 27 de julio de 2017 fichó por F. C. Nantes a cambio de 2 500 000 de euros. Tras finalizar su contrato, el 13 de junio de 2019 se hizo oficial su fichaje por el Olympique de Lyon para las siguientes tres temporadas.

### Regreso a Italia
El 11 de septiembre de 2020 el Olympique de Lyon anunció su regreso al fútbol italiano después de haber sido traspasado al A. C. Milan a cambio de 500 000 €.

## Selección nacional
Debutó con la selección absoluta de Rumania en 2010. Tras once años defendiendo la portería rumana en 73 ocasiones y participando en la Eurocopa 2016, el día después del encuentro de la Liga de Naciones de la UEFA 2020-21 ante Irlanda del Norte anunció su retirada de la selección.

## Clubes
| Club                     | País           | Año       | Partidos | Goles |
| ------------------------ | -------------- | --------- | -------- | ----- |
| C. S. Juventus București | Rumania        | 2004-2006 |          |       |
| Gloria Bistrița          | Rumania        | 2006-2009 | 47       | 0     |
| Steaua Bucuresti         | Rumania        | 2009-2014 | 166      | 0     |
| ACF Fiorentina           | Italia         | 2014-2017 | 101      | 0     |
| F. C. Nantes             | Francia        | 2017-2019 | 67       | 0     |
| Olympique de Lyon        | Francia        | 2019-2020 | 6        | 0     |
| A. C. Milan              | Italia         | 2020-2023 | 37       | 0     |
| Abha Club                | Arabia Saudita | 2023-2024 | 36       | 0     |

## Palmarés

### Títulos nacionales
| Título               | Club             | País    | Año     |
| -------------------- | ---------------- | ------- | ------- |
| Copa de Rumania      | Steaua Bucuresti | Rumania | 2010-11 |
| Liga I               | Steaua Bucuresti | Rumania | 2012-13 |
| Supercopa de Rumania | Steaua Bucuresti | Rumania | 2013    |
| Liga I               | Steaua Bucuresti | Rumania | 2013-14 |
| Serie A              | A. C. Milan      | Italia  | 2021-22 |

### Distinciones individuales
| Distinción                | Año  |
| ------------------------- | ---- |
| Futbolista rumano del año | 2015 |